# Isabella di Morra
Isabella di Morra o Isabella Morra (Favale, c. 1520 – Favale, 1545 o 1546), fue una poetisa italiana del período del Renacimiento.
Trece poemas suyos han sobrevivido hasta nuestros días. Esta obra se considera una de las expresiones poéticas más poderosas y originales de la literatura italiana del siglo XVI, empleando temas y técnicas que la convierten, según algunos estudiosos, en una precursora de la poesía romántica.

## Biografía
Isabella di Morra nació en Favale (ahora Valsinni, en la provincia de Matera), parte del Reino de Nápoles, alrededor de 1520. Era la hija de Giovanni Michele di Morra, barón de Favale y Luisa Brancaccio, perteneciente a una familia aristocrática napolitana. Otros miembros de la familia eran los hermanos Marcantonio, Scipione, Decio, Cesare, Fabio, Camillo y la hermana Porzia.
Isabella estudió latín y el género literario de la poesía bajo la enseñanza de su padre, junto con su hermano Scipione. Isabella, su madre y sus hermanos fueron abandonados por Giovanni Michele cuando se marchó a vivir a la corte de Francia, después de haber apoyado el ejército invasor francés contra el emperador Carlos V por la posesión del Reino de Nápoles. Scipione lo siguió poco después y su hermano mayor Marcantonio llegó a tomar el poder de Favale en años posteriores.
Los hermanos menores Decio, Cesare, Fabio, que estaban en mala relación con Isabella, la obligaron a vivir en aislamiento en el castillo de Favale, donde la joven se dedicó a escribir poemas para aliviar la soledad. Mientras tanto, ella se hizo amiga del poeta de origen español Diego Sandoval de Castro barón de Bollita (el actual Nova Siri), con quien secretamente intercambió cartas que contenían poemas.
La naturaleza de la relación entre Isabella y Diego es desconocida pero sus hermanos Decio, Cesare y Fabio, descubierta la correspondencia, sospecharon de una relación clandestina y mataron a puñaladas a su hermana y el preceptor que actuó como intermediario. Diego Sandoval de Castro, temiendo por su vida, contrató una escolta en vano y los tres asesinos, con la ayuda de dos tíos, lo asesinaron en el bosque cerca de Noja (hoy Noepoli) varios meses después. El asesinato de Isabella pasó casi desapercibido e incluso aprobado por la sociedad según el código de honor del siglo XVI, mientras que el homicidio de Diego fue duramente perseguido.
Después de la masacre ocurrida entre los años 1545 y 1546, el virrey Pedro de Toledo ordenó una investigación y envió soldados a capturar a los asesinos que huyeron del Reino de Nápoles, llegando a sus padre en Francia. Los otros hermanos Marcantonio y Camillo fueron acusados de haber participado en los asesinatos pero fueron absueltos porque extraños a los hechos. En 1629, su sobrino Marcantonio, hijo de Camillo, publicó una biografía de familia en latín titulada Familiae nobilissimae de Morra historia, que cuenta algunos detalles sobre su vida y muerte desconocidos hasta su divulgación.

## Obras
Los poemas de Isabella fueron descubiertos cuando la gendarmería entró en su castillo para investigar el asesinato. Hay diez sonetos y tres canciones. A pesar de la pequeña producción literaria, su poesía es considerada una de las expresiones más conmovedoras y originales de la literatura italiana del siglo XVI. En ellas se menciona la tensión que sentía al estar aislada en Favale y por la desaparición de su padre, así como el desprecio por la "gente irracional", "carente de ingenio" y por los "viles y hórridos paisajes", "selvas incultas" donde vivía.
Algunos de sus versos aparecieron en el libro 3 de la antología de Lodovico Dolce Rime di diversi illustri signori napoletani (1552), y fueron recibidos muy positivamente. Isabella es considerada como una precursora de la poesía romántica, en particular de Giacomo Leopardi, debido a su situación de aislamiento en la que vivía y sus lamentaciones contra la "cruel Fortuna".
Sus poemas fueron traducidos al castellano y recogidos en el ensayo La vida trágica de Isabella Morra (1943) de María de Villarino.

## Impacto cultural
La vida de Isabella inspiró el drama Isabella Morra (1973) de André Pieyre de Mandiargues, después adaptado en una obra de teatro dirigida por Jean-Louis Barrault y protagonizada por Anny Duperey en el papel de la poetisa. El espectáculo se celebró en el Théâtre d'Orsay de París el 23 de abril de 1974.